# Neureclipsis crepuscularis
Neureclipsis crepuscularis là một loài Trichoptera trong họ Polycentropodidae. Chúng phân bố ở miền Tân bắc.